# Macropsis calaber
Macropsis calaber är en insektsart som beskrevs av Dlabola 1963. Macropsis calaber ingår i släktet Macropsis och familjen dvärgstritar. Inga underarter finns listade i Catalogue of Life.